# گرهارد اشتوک
گرهارد اشتوک (آلمانی: Gerhard Stöck؛ ۲۸ ژوئیه ۱۹۱۱ – ۲۹ مارس ۱۹۸۵) پرتاب‌گر نیزه و پرتاب‌گر وزنه اهل آلمان بود.
وی در مسابقات کشوری و بین‌المللی در مجموع برندهٔ ۱ مدال طلا، ۱ مدال نقره، ۱ مدال برنز شده‌است.